# Superposition (film)
|  | Denne artikel er oprettet af botten Steenthbot ud fra en ekstern database. Den kan derfor have sproglige fejl eller mangler. Denne skabelon kan fjernes efter kontrol af indholdet. |

 For alternative betydninger, se Superposition. (Se også artikler, som begynder med Superposition)
Superposition er en dansk spillefilm fra 2022 instrueret af Karoline Lyngbye.

## Handling
Storbyparret Stine og Teit og deres lille søn Nemo forlader hamsterhjulet og flytter off-the-grid i den svenske natur. Afskåret fra civilisationen håber de at genfinde kærligheden til naturen og hinanden, alt imens de dokumenterer deres nye bæredygtige livsstil i en podcast-serie.
En dag bliver Nemo væk i skoven, og deres nyfundne paradis forvandler sig med ét til et fængsel; undertrykt vrede og egne behov vækkes til live og tvinger dem til at konfrontere deres egne egoer.

## Medvirkende
- Mikkel Boe Følsgaard
- Marie Bach Hansen